# Montezuma (ópera)
Motezuma é uma das óperas do compositor barroco italiano Antonio Vivaldi com libreto de Girolamo Giusti.
É uma ópera de enredo épico, narrando a saga do reinado do imperador asteca Moctezuma Ilhuicamina, ou Moctezuma I, o Grande. A partitura original perdeu-se no tempo, restando hoje tão somente o libreto.

## Reconstrução daópera
A ópera, no entanto, foi reconstruída graças ao trabalho do regente e musicólogo francês Jean-Claude Malgoire, que com o auxílio da Associação Vivaldi de Poitiers, da Fundação Giogio Cini de Veneza e do Instituto Italiano Antonio Vivaldi, e a colaboração de importantes estudiosos da obra de Vivaldi como os professores Antonio Fana e Peter Ryom, levou-a ao palco do Teatro Printemps des Arts de Monte-Carlo, em 8 de maio de 1982. A reconstituição foi realizada pela técnica de pasticcio, que consiste na reconstrução de uma ópera a partir de outras anteriores do mesmo ou de outros compositores.